# Al-Fatihah
Sūrat al-Fātiḥah (egl. 'Åbningen', al-Fatihah; arabisk: سُّورَةُ الفَاتِحَة) er den første sura (kapitel) af Koranen.

## Åbenbaring
Al-Fatihah betragtes af majoriteten af de islamiske lærde som værende blandt de første sura af Koranen der blev åbenbaret i Mekka.

## Navn
Den direkte betydning af al-Fātiḥah er "Åbningen", der giver en indikation af suraens funktion som "åbningen af bogen" (Fātiḥat al-kitāb), den første sura (åbningssuraen) der reciteret i hver cyklus (rakʿah) af de pligte tidebønner (salah) og i en lang række åbningsfunktioner i den daglige islamiske livsførelse. Det kan også tolkes som en reference til at suraen har evnen til at åbne ens hjerte overfor gudstro.
Al-Fatihah betages oftest som værende en sammenfatning af hele Koranens budskab og den mest vigtige sura i hele Koranen. Følgelig har den fået titlen Umm al-kitāb "Bogens moder", en term der også anvendes i andre aspekter i Koranen, og til den himmelske udgave af Koranen (og alle andre hellige skrifter). Den bliver også kaldt "Koranens moder", som en reference til at det indeholder meningen af hele Koranen. Andre titler er "De syv ofte gentaget" (al-Sabʿ al-mathānī), "Kuren" (al-Shifāʾ), fordi den betragtes som havende helende kræfter for både kroppen og sjælen; og "Fundamentet" (al-Asās), fordi den fungere som fundamentet for hele Koranen. Hele suraen er også kendt som Sūrat al-Ḥamd (Lovprisningssuraen), og Sūrat al-Ṣalāh "Bøn-suraen" som den reciteret i begyndelsen af alle bønner af shia og sunni muslimer. Al-Fatihah reciteret også ved forskellige officielle begivenheder, her iblandt ved bryllupper, begravelser, børnefødsler, indgivelse af officielle begivenheder, ved underskrift af kontrakter, og ved påbegyndelse af en større rejse.

## Indhold
1    I Allahs navn, den Nådige, den Barmhjertige.

2    Al lovprisning tilkommer Allah, alverdens Herre

3      den Nådige, den Barmhjertige,

4        Dommedagens Hersker.

5    Dig [alene] tilbeder vi, og Dig [alene] anråber vi om hjælp.

6    Led os ad den lige vej —

7      vejen, der følges af dem, Du har velsignet, ikke [vejen, der følges af] dem, der har vakt Din vrede, ej heller de vildfarne.

### Note
1. ↑  I henhold til Mujāhid (d. 04/722-23), en af de ledende islamiske lærde blandt den anden generation af muslimer, blev denne sura åbenbaret i Medina. De fleste lærde afviser påstanden om at det er en Medina sura, da det ellers ville have været umuligt for muslimerne at læse deres pligtige tidebønner (salat).
2. ↑  I nogle lande bliver begravelsesceremonien omtalt som fātiḥah, fordi det markere åbningen af et nyt liv til et andet.

### Koran
1. ↑  Koranen 3:7 Arkiveret 29. januar 2009 hos  Wayback Machine.
2. ↑  Koranen 13:39 Arkiveret 29. januar 2009 hos  Wayback Machine, 43:4 Arkiveret 29. januar 2009 hos  Wayback Machine.
3. ↑  Koranen 15:87 Arkiveret 29. januar 2009 hos  Wayback Machine.